# La Acebeda
La Acebeda é um município da Espanha na província e comunidade autónoma de Madrid, de área 22,06 km² com população de 58 habitantes (2007) e densidade populacional de 2,51 hab/km².

## Demografia
| Variação demográfica do município entre 1991 e 2004 | Variação demográfica do município entre 1991 e 2004 | Variação demográfica do município entre 1991 e 2004 | Variação demográfica do município entre 1991 e 2004 |
| --------------------------------------------------- | --------------------------------------------------- | --------------------------------------------------- | --------------------------------------------------- |
| 1991                                                | 1996                                                | 2001                                                | 2004                                                |
| 57                                                  | 53                                                  | 51                                                  | 55                                                  |